# Mikael Lustig
Carl Mikael Lustig (Umeå, el 13 de desembre de 1986) és un futbolista professional suec que juga com a lateral dret i central amb l'AIK i l'equip nacional de Suècia.